# Punxoset
El punxoset, espinós, jonqueter, cabotell, escanyagats o sorell (Gasterosteus aculeatus) és un peix d'aigua dolça de la família dels gasterosteids, d'uns 5-8 cm de llargària i caracteritzat per les espines dorsals i laterals mòbils. L'espinós és conegut en algunes comarques amb el nom d'escanyagats per la facultat que té d'obrir unes espines laterals i dorsals en el moment de morir o per a defensar-se.
És molt sensible a les alteracions de l'hàbitat i això ha fet que la subsistència als rius catalans estigui en perill. És una espècie amb ample distribució, però al mediterrani es fa rar in en algunes zones ha totalment desaparegut, per mor de la pol·lució, l'alteració de l'hàbitat i espècies invasores depredadores.

## Morfologia
- El cos és allargat amb el morro punxegut.
- El peduncle caudal és molt estret.
- En els costats té plaques òssies que donen origen a tres varietats: Trachurus, Leiurus i Semiarmatus (aquest darrer híbrid de les altres dues).
- Presenta tres radis espinosos lliures a la primera dorsal. La segona dorsal té radis blans. Les pèlviques es redueixen a un radi espinós.
- El mascle és de color blau platejat i la femella marró amb bandes transversals negres. En l'època de zel, el mascle presenta el ventre de color vermell molt llampant.
- Arriba als 5-8 cm, encara que alguns exemplars arriben als 11 cm amb tres anys.[5]

## Reproducció
La reproducció té lloc a la primavera. Són nidificants i entre els mesos d'abril i maig, el mascle construeix un niu al fons fluvial on fa un clot a la sorra o al fang, damunt del qual hi dipositen restes de vegetació. Després festeja la femella amb un ball peculiar. La femella és incitada pel mascle perque s'acosti al niu i pongui els ous. Després, el mascle els fecunda per fecundació externa. Una vegada produïda la fecundació, és el mascle el que tindrà cura del niu. Netejarà i oxigenarà els ous renovant l'aigua amb corrent que provoca movent les aletes. No deixarà que cap altre peix s'hi acosti i continuarà vetllant per la seguretat dels alevins durant un temps prudencial. Quan arriba la calor els alevins formaran estols molt nombrosos a les parts del riu on el corrent és més lent.

## Subespècies
- Gasterosteus aculeatus aculeatus (Linnaeus, 1758)
- Gasterosteus aculeatus santaeannae (Regan, 1909)
- Gasterosteus aculeatus williamsoni (Girard, 1854)[6]

## Alimentació
L'espinós s'alimenta de petits invertebrats bentònics i ous d'altres peixos, viu als curs mitjà i baix dels rius i és un bon indicador del seu estat de conservació, perquè necessita aigües netes i amb vegetació aquàtica.

## Distribució geogràfica
Es troba a diverses zones de la península Ibèrica i a la resta d'Europa. Als Països Catalans tan sols en roman algunes poblacions als rius dels Aiguamolls de l'Empordà, als ullals del delta de l'Ebre i en alguns rius i rierols del Baix Empordà, com el Riu Daró. Segons algunes fonts, és present als rius Muga, Tordera, Ebre, Fluvià, Ter, Daró i Orlina. El Consorci de les Gavarres fa esforços per a reintroduir-lo a la riera de Calonge.
Segons el Butlleti de Dialectologia Catalana el 1923 n'hi havia a l'estany de Banyoles, als aiguamolls de Can Tunis i en els rius Besòs i Tenes.
Fou introduït a S'Albufera de Mallorca amb la finalitat de limitar les plagues de moscard.

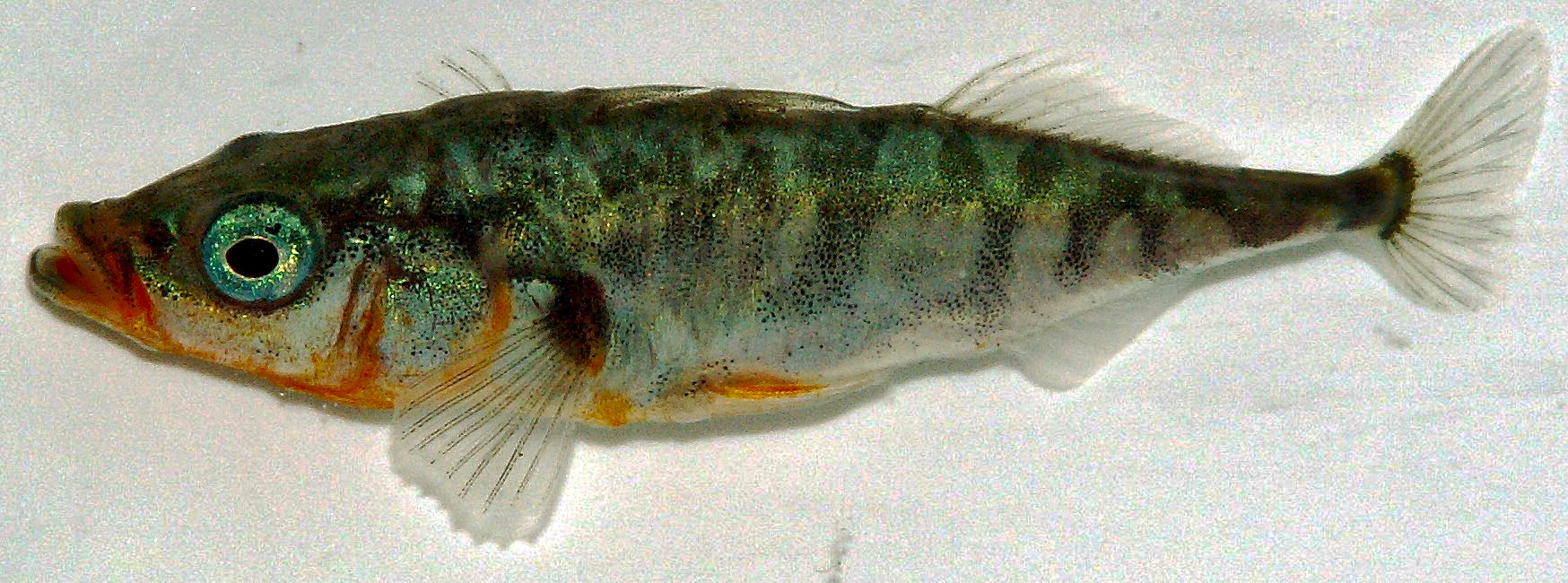
Jonqueter fotografiat als Països Baixos.

## Comportament
És una espècie gregària d'aigua dolça i pot haver-hi poblacions sedentàries i migrants. Aquestes darreres passen l'hivern a la mar entrant a aigües dolces per criar.

## Ús
- Antigament va ésser emprat per a la producció d'oli i farines de peix.
- És una de les espècies més emprades en aquariofília.